# フォッグ・オブ・ウォー マクナマラ元米国防長官の告白
『フォッグ・オブ・ウォー マクナマラ元米国防長官の告白』（原題: The Fog of War: Eleven Lessons from the Life of Robert S. McNamara）は2003年に公開されたドキュメンタリー映画。日本では2004年9月に公開された。2003年のアカデミー長編ドキュメンタリー映画賞を受賞している。

## 出演者
- ロバート・マクナマラ